# Calospila rhesa
Calospila rhesa is een vlindersoort uit de familie van de prachtvlinders (Riodinidae), onderfamilie Riodininae.
Calospila rhesa werd in 1858 beschreven door Hewitson.